# Cuerpo político

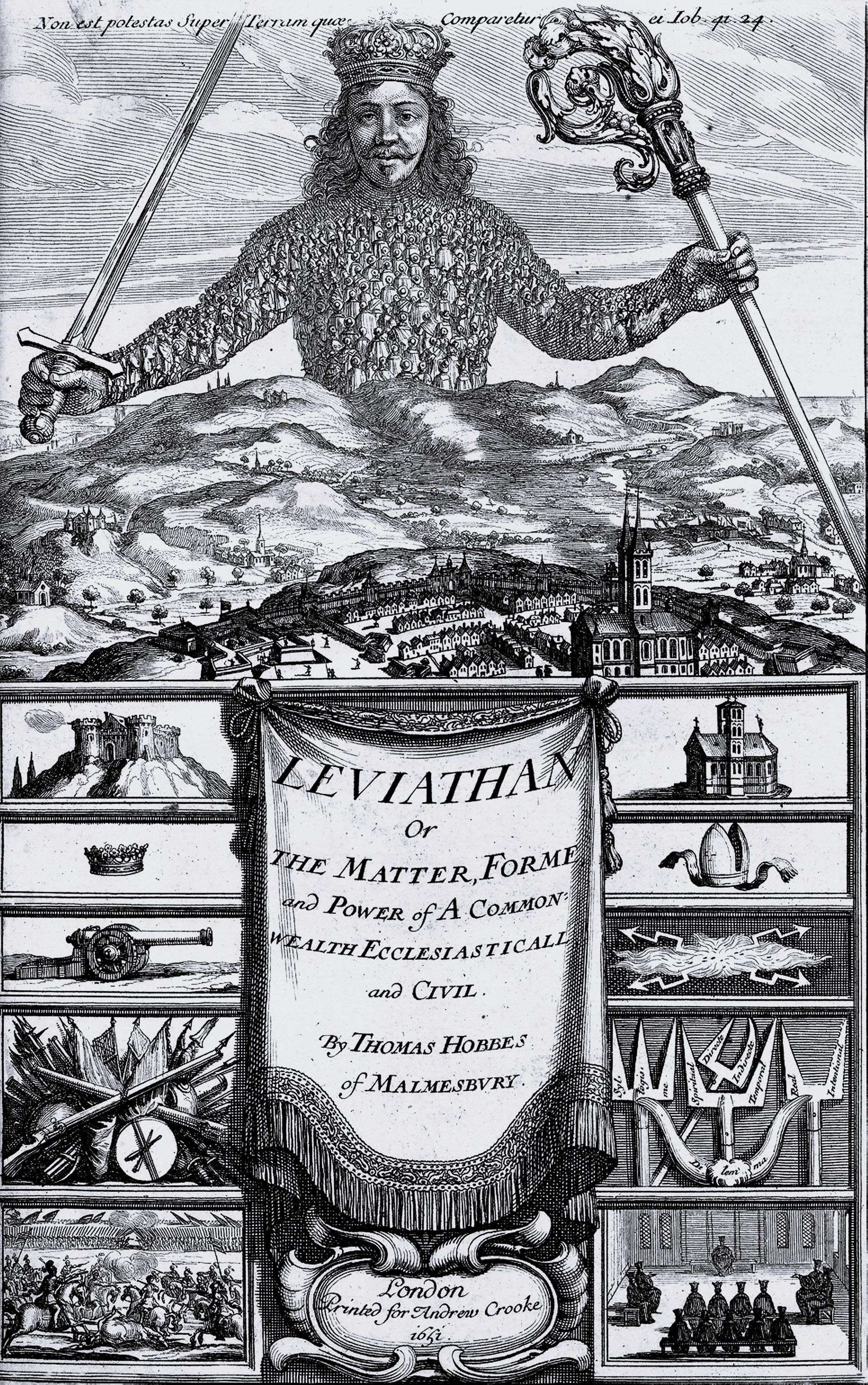
La portada de Leviatán de Thomas Hobbes (1616) es una famosa plasmación gráfica de la analogía propia de la expresión "cuerpo político". Comparando al Estado con un monstruo bíblico, muestra la imagen del cuerpo de un gigantesco rey formado por una multitud de ciudadanos coronada con una cabeza individual.

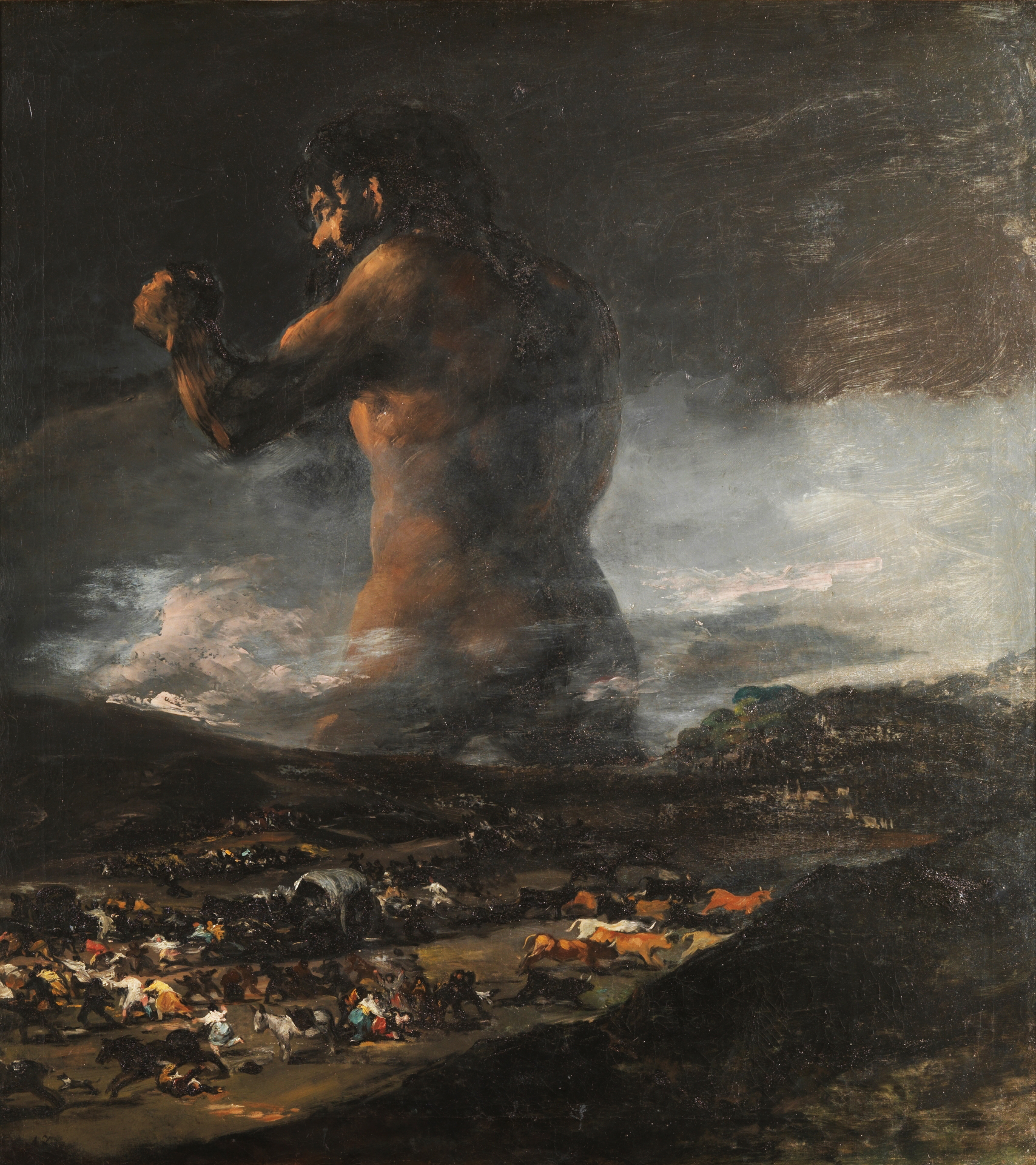
El coloso (de fecha -1808 a 1812-, autoría -Goya o alguno de sus discípulos- e interpretación debatidísima), propone una poderosa imagen de apariencia similar, en el contexto histórico de las poderosas fuerzas desatadas por la aplicación de los principios políticos ilustrados en las revoluciones liberales de finales del XVIII y comienzos del XIX.

Cuerpo político es una expresión metafórica por la que una entidad política es considerada una entidad corporativa, y comparada con un cuerpo humano. Un cuerpo político consta de toda la población de esa entidad política, considerada como un solo grupo. La analogía se continúa al referirse al jefe de Estado como "cabeza", y se extiende a otras partes de la anatomía, como ocurre en la interpretación política de la fábula de Esopo "El vientre y los miembros" o "Las manos, los pies y el vientre".
La expresión, de origen medieval (corpus politicum, en relación con el concepto cristiano de corpus mysticum -"cuerpo místico"- con base en las epístolas de Pablo), pero también identificable en conceptos de Platón y en las tríadas de castas indoeuropeas, se desarrolló en textos de teoría política de la escolástica y ampliamente a partir del Renacimiento, cuando el conocimiento médico basado en la clásica obra de Galeno estaba siendo desafiado por las nuevas observaciones científicas (Vesalio, Servet, Harvey). La analogía política se extendía también a las supuestas causas de trastornos y enfermedades, cuyos equivalentes en el campo político se consideraban "pestes" o "infecciones" que requerían "purgas", "sangrías" y otros remedios.

Platón se imagina un Estado construido exactamente de la misma manera que un ser humano. Igual que el cuerpo tiene cabeza, pecho y vientre, el Estado tiene gobernantes, soldados y productores.

Los escolásticos de los siglos XVI y XVII concibieron al Estado como un corpus politicum mysticum, es decir, como un organismo político cuya esencia relacional comprendía a la persona, la familia y el Estado como un todo armónico. Esta societas perfecta tenía a su cargo la misión de asegurar las condiciones para la mayor felicidad a la que los seres humanos tienen acceso en el mundo.

## Desarrollo del concepto
El reforzamiento del autoritarismo regio que se da en la Baja Edad Media llevó a todo tipo de formulaciones teóricas que conciben la sociedad y el poder de formas que superan el orden feudal. Entre ellas se encuentra el corpus reipublicae mysticum ("cuerpo místico de la república" o "del Estado") del dominico francés Vincent de Beauvais, que ensalza el cuerpo político del Estado por encima de su propia existencia física. Para Tomás de Aquino el Estado no es un mal necesario (como se planteaba por el agustinismo político altomedieval), sino una entidad humana natural que busca el bien común actuando como un corpus politicum et morale ("cuerpo político y moral") de forma paralela al corpus mysticum ("cuerpo místico") de la Iglesia.
En Inglaterra, el uso de la expresión "cuerpo político" deriva desde el concepto político medieval de "los dos cuerpos del rey", que aparece explicitado como un punto de teología y política en el siglo XV por el juez Sir John Fortescue (The Difference between an Absolute and a Limited Monarchy, escrito en el exilio hacia 1462 -el título corresponde a su publicación en 1714-). Explica que el caracter angelus del rey es su poder real, derivado de los ángeles y distinto de los poderes físicos y frágiles de su cuerpo. Sin embargo, usa la expresión "cuerpo político" (body politic) en su sentido moderno, para describir el reino (realm), o poder compartido, de Bruto de Troya, mítico primer soberano de Inglaterra, y cómo él y sus compañeros de exilio convinieron formar un cuerpo político. Excepcionalmente para la época Fortescue escribía en inglés y no en latín: made a body pollitike callid a reawme ("hicieron un cuerpo político llamado reino"). En 1550 el jurista Edmund Plowden fundió los conceptos de Fortescue, y al mismo tiempo los privó de abstracción en una manifestación real y física en el cuerpo del rey. Plowden informa cómo ciertos abogados codificaron esta noción en el examen de un caso de propiedad de terrenos en torno a un regalo disputado por un anterior monarca; determinaron que Body politic… that cannot be seen or handled… [is] constituted for the direction of the People… [and] these two bodies are incorporated in one person… the Body politic includes the [king's] Body natural ("el cuerpo político… que no puede ser visto ni manejado… [está] constituido para la dirección del pueblo… [y] estos dos cuerpos están incorporados en una persona… el cuerpo político incluye el cuerpo natural [del rey]"). En 1609 Edward Coke emitió su opinión disidente: que el poder mortal era hecho por Dios mientras la inmortalidad del poder real existía solo como un concepto humano. Más tarde Coke consiguió limitar el poder real de Carlos I de Inglaterra con su Petition of Rights ("petición de derechos", 1628). Cuando, tras la Commonwealth, la monarquía fue restaurada en la persona de Carlos II de Inglaterra (1660), la idea permanecía actual, y los defensores del poder monárquico continuaron usándola como respaldo hasta que una nueva reivindicación de los derechos del Parlamento llevó a la Glorious Revolution ("revolución gloriosa", 1688).
Españoles, escribiendo en latín, son Juan de Segovia (Tractatus decem Avisamentorum de sanctitate, siglo XV) y Francisco Suárez (De Legibus - De Iure Gentium, 1612). Ambos utilizan la oposición corpus politicum / corpus mysticum, que para Segovia, conciliarista, están fundidos en la Iglesia. Suárez hace una intgerpretación secular: Alio ergo modo consideranda est hominum multitudo, quatenus speciali voluntate seu communi consensu in unum corpus politicum congregantur uno societatis vínculo et ut mutuo se iuvent in ordine ad unum finem politicum, quomodo efficiunt unum corpus mysticum, quod moraliter dici potest per se unum ("por un acto especial de voluntad o común consentimiento se integran los hombres en un cuerpo político con un vínculo social para ayudarse mutuamente en orden a un fin político; de este modo, forman un solo cuerpo místico que puede llamarse uno en sentido moral"). Suárez ha sido calificado de "el más moderno de los escolásticos", y la escuela de Salamanca, a la que pertenecía, como neoescolástica, neoaristotélica o neotomista. En esta obra desarrolla la idea de pacto social, inaugurando el derecho internacional y el iusnaturalismo contractualista. La monarquía española, menos sacralizada y más temporal que la inglesa o la francesa, no desarrolló conceptos de "doble cuerpo".
Contrariamente, el absolutismo de la monarquía del Antiguo Régimen en Francia también buscó la legitimidad en la metáfora organicista, extendida para incluir la idea de que el heredero del rey asimila el "cuerpo político" del rey viejo, en una fisíca "transferencia de corporalidad" en su elevación al trono. ("El rey ha muerto, viva el rey").

En francés ese uso metafórico aparece en la expresión corps-état. El uso actual (corps y grand corps de l'État) es equivalente al de los conceptos "cuerpo de la administración del Estado" o función pública en otros países (como los cuerpos de funcionarios y las Fuerzas y Cuerpos de Seguridad del Estado en España).